# Гесий Флор
Гесий Флор (на латински: Gessius Florus) е римски конник. От 64 до 66 г. прокуратор на провинция Юдея. Постъпва на тази служба след Лукцей Албин (62 – 64). Службата му завършва с избухването на първото еврейско въстание против Рим.
Произлиза от Klazomenai в Мала Азия. Службата си като прокуратор на Юдея получава вероятно чрез връзките на жена си Клеопатра с императрица Попея Сабина.
През април/май 66 г. той краде седемнадесет таланта от храмовото богатство, за да запълни държавната каса. Последват демонстрации и отмъщение от негова страна, заради подигравките.